# خربة خالد
خربة خالد قرية سوريّة تتبع إداريّاً لمحافظة حلب منطقة منبج ناحية أبو قلقل، بلغ تعداد سكانها 691 نسمة حسب التعداد السكاني لعام 2004.